# Phrissomini
Il taxon oggetto di questa voce è obsoleto.

I Phrissomini Thomson, 1860, sono una piccola tribù di coleotteri cerambicidi atteri diffusa soprattutto in Africa, ma con qualche specie anche nel bacino del Mediterraneo ed in Asia.

## Morfologia

### Adulto

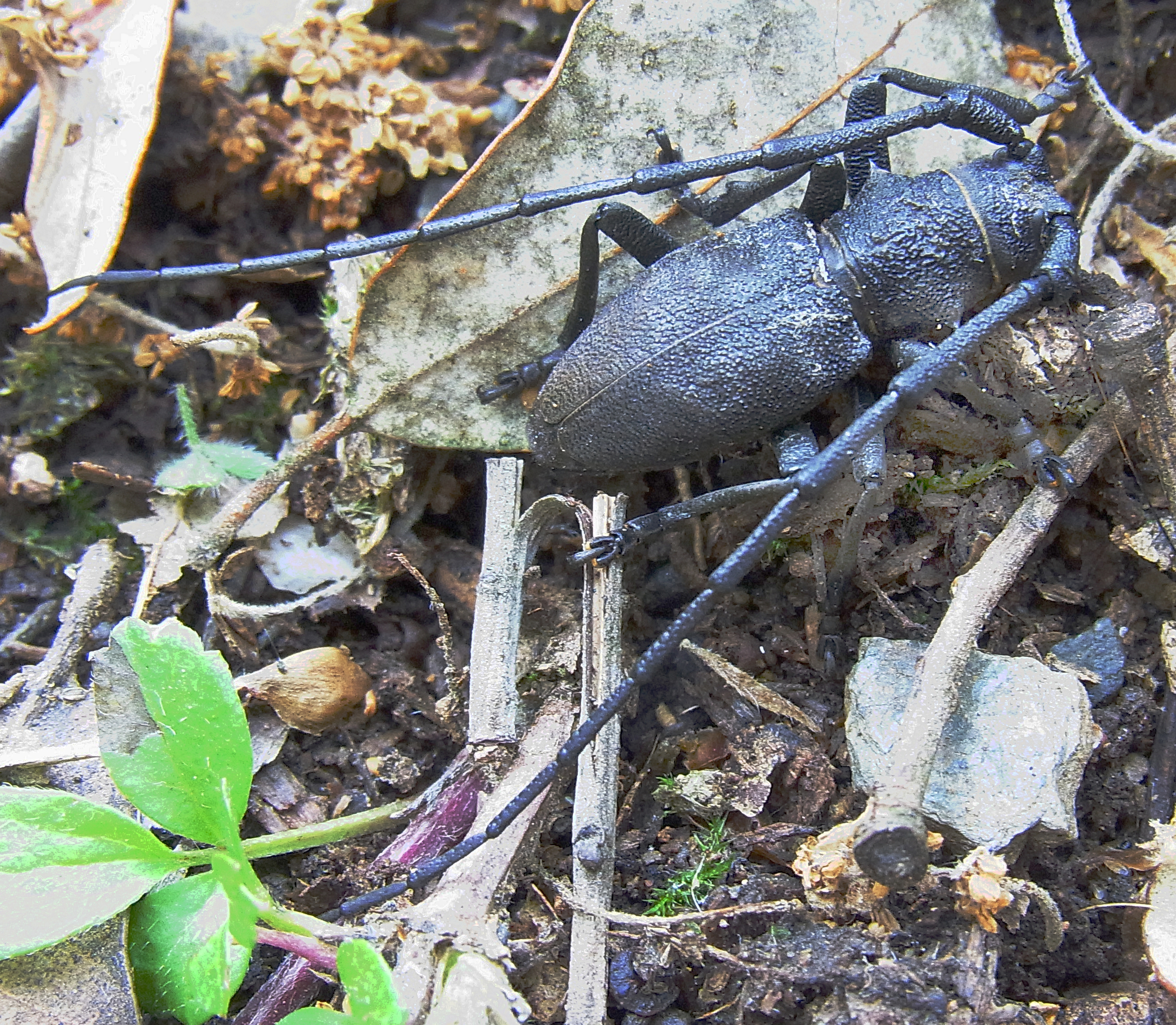
Morimus asper (Sulzer, 1776)

I Phrissimini presentano tutte le caratteristiche morfologiche dei Lamiini, ma, a differenza di questi, sono caratterizzati da atterismo delle ali posteriori membranose. Le elitre sono accorciate, saldate lungo la sutura a formare un guscio resistentissimo. I colori predominanti sono tinte del bruno e del nero opaco e spesso gli adulti sono incrostati di terra.

### Larva
La larva dei Phrissomini, bianca e carnosa, con la testa sclerificata allungata, non presenta alcuna caratteristica che la renda differente da quelle dei Lamiini.

## Biologia
I Phrissomini sono specie diurne, che si possono facilmente incontrare mentre trotterellano sui sentieri o aggrappati sul tronco delle piante ospiti.

Rispetto ad altri cerambicidi sono di indole piuttosto tranquilla, tuttavia non è difficile incontrare individui con arti mutilati (soprattutto Morimus), a causa di lotte infraspecifiche per la conquista della femmina.

Le larve si nutrono di legno morto di svariate latifoglie.

## Sistematica

### Dibattito
Il solo atterismo non è sembrato ad alcuni autori un carattere sufficiente per giustificare la formazione di una tribù.

Il fatto poi che l'atterismo si sia sviluppato indipendentemente in molti altri gruppi di Cerambycoidea o in generale di coleotteri,  potrebbe indicare che i Phrissomini siano in realtà una tribù polifiletica.
Perciò alcuni specialisti considerano i Phrissomini solo dei Lamiini con speciali adattamenti involutivi all'habitat.

### Specie italiane
I Phrissomini sono rappresentati in Italia solo da due generi e tre specie, la cui posizione sistematica è anch'essa fonte di dibattito tra gli studiosi.
- Morimus Brullé, 1832
  - Morimus asper Sulzer, 1776
  - Morimus funereus Mulsant, 1863

A questi si aggiunge Morimus ganglbaueri Reitter, 1894, una forma intermedia ai precedenti, considerata sottospecie del primo o del secondo, ibrido o sottospecie distinta.
- Herophila Mulsant, 1863 = Dorcatypus Thomson, 1864
  - Herophila tristis Linnaeus, 1767